# Prémont
Prémont – miejscowość i gmina we Francji, w regionie Hauts-de-France, w departamencie Aisne.
Według danych na styczeń 2014 roku gminę zamieszkiwały 772 osoby, a gęstość zaludnienia wynosiła 62,9 osób/km².